# St. Marys (Pennsylvania)
St. Marys is een plaats (city) in de Amerikaanse staat Pennsylvania, en valt bestuurlijk gezien onder Elk County.

## Geschiedenis
De stad werd gesticht in 1842 door katholieken uit Beieren. In 1850 bouwden Vlaamse landbouwers uit Dentergem de kolonie Leopoldsburg, acht kilometer ten noorden van St. Marys. Andere Vlaamse landbouwers uit Sint-Truiden bouwden de kolonie Nieuw Brussel, vier kilometer ten oosten van St. Marys. In 1856 werden de kolonies geruïneerd door grondspeculatie, waarop de Belgische kolonisten de regio verlieten.

## Demografie
Bij de volkstelling in 2000 werd het aantal inwoners vastgesteld op 14.502.

## Geografie
Volgens het United States Census Bureau beslaat de plaats een oppervlakte van
257,6 km², waarvan 257,2 km² land en 0,4 km² water.

## Plaatsen in de nabije omgeving
De onderstaande figuur toont nabijgelegen plaatsen in een straal van 36 km rond St. Marys.